# چهره‌های مرگ
چهره‌های مرگ (انگلیسی: Faces of Death) فیلمی در ژانر ترسناک، مستند، و سودجو است که در سال ۱۹۷۸ منتشر شد.